# Eleanor Kish
Eleanor Mary Kish (* 17. März 1924 in Newark, New Jersey; † 12. Oktober 2014 in Ottawa, Kanada), auch als Ely Kish zitiert, war eine US-amerikanisch-kanadische Künstlerin, die vor allem für ihre Paläokunst bekannt ist, die Dinosaurier und anderes prähistorisches Leben darstellt.

## Frühes Leben und Karriere
Eleanor Kish war die Tochter von Eugene Kiss und seiner Frau Teresa Bittman. Ihr Vater war Maler, Schauspieler und Raumausstatter. Sie hatte sechs Geschwister, darunter einen Bruder namens Eugene. 1973 änderte sie ihren Familiennamen von Kiss in Kish.
1942 schloss Kish die Essex County Vocational School in produktiver Kunst ab.  Während des Zweiten Weltkriegs begann sie im Alter von 18 Jahren für die Pennsylvania Railroad als Mechanikerin und später als Schreinerin zu arbeiten. Als sie einmal Zeugin eines Unfalls wurde, fertigte sie für die Versicherungsgesellschaft eine Skizze davon an, wobei die Versicherung so beeindruckt von der Qualität war, dass Kish eine Anstellung als Künstlerin erhielt und sie auf Reisen durch New Jersey, Pennsylvania und New York geschickt wurde, um Details von Unfällen festzuhalten.
Nach dem Krieg begann Kish hauptberuflich als Illustratorin und freischaffende Künstlerin zu arbeiten und reiste für verschiedene Aufträge umher. Von Ende der 1940er bis Anfang der 1950er Jahre besuchte sie verschiedene Kunstschulen. Eine Zeit lang studierte sie bildende Kunst bei den Malern Ejnar Hansen und Julian Ritter in Kalifornien. Ihre Arbeit brachte sie schließlich nach Kanada, wo sie 1960 die Staatsbürgerschaft erhielt. Kish erlangte in Kanada große Aufmerksamkeit für ihre Kunst der Tierwelt. Schon früh in ihrer Karriere wurden ihre Werke in einem Museum in Mexiko und im Cleveland Museum of Art ausgestellt.

## Paläokunst
Kishs Karriere in der Paläokunst begann 1974, als der Paläontologe Dale Russell an sie herantrat, um Kunstwerke für eine Diavorführung über Dinosaurier für Kinder zu schaffen. Russell war auf ihre Arbeit durch ein großes Wandgemälde aufmerksam geworden, das Kish im Canadian Museum of Nature gemalt hatte. Er war von ihrer Arbeit so beeindruckt, dass er sie auch mit der Illustration seiner Bücher beauftragte. Neben Russell war ein weiterer prominenter Experte, mit dem Kish zusammenarbeitete, der Paläobotaniker David Jarzen. Weitere Bekanntheit erlangte Kish durch die Verwendung ihrer Illustrationen für Russells Schriften A Vanished World: The Dinosaurs of Western Canada (1981) und An Odyssey in Time: The Dinosaurs of North America (1989), beides Bücher, die später als „Meisterwerke“ bezeichnet wurden. Sie ist nach wie vor eine der wenigen Frauen in der Paläokunst.
Anfang der 1990er Jahre wurde Kish von der Smithsonian Institution beauftragt, ein großes Wandgemälde über ausgestorbene Wasserlebewesen mit dem Titel Life in the Ancient Seas zu malen. Das Projekt dauerte zwei Jahre und Kish betrachtete es „als den Beginn ihrer Karriere“, da es ihr genug Geld einbrachte, um ein eigenes Atelier zu finanzieren. Kish war eine der führenden Paläokünstlerinnen in den 1970er bis 1990er Jahren und in Verbindung mit der Dinosaurier-Renaissance eine der Künstlerinnen, die die damals neue Vorstellung von Dinosauriern als dynamische Tiere darstellten, und wurde zu einer der bedeutendsten Künstlerinnen, die diese neuen Vorstellungen von Dinosauriern einem neuen Publikum nahebrachten. Kish war eine der wenigen Paläokünstlerinnen, die nicht nur prähistorisches Leben rekonstruierten, sondern Dinosaurier in der Kunst auch dazu nutzten, zeitgenössische Themen zu kommentieren, indem sie sie u. a. als Mittel einsetzten, um die Bedrohung durch den Klimawandel zu dramatisieren. Kish war zu einer Zeit aktiv, als der Klimawandel gerade anfing, publik zu werden. Viele ihrer Bilder zeigen Dinosaurier in extremen Klimazonen und sie malte mehrere Szenen, die das Massenaussterben an der Kreide-Paläogen-Grenze darstellen.
Während sie prähistorische Tiere malte, hatte Kish Zugang zu fossilen Knochen und Messdaten, und sie konsultierte häufig Paläontologen, oft mehrere verschiedene Forscher für ein einziges Gemälde oder Wandbild. Vor dem Malen fertigte sie Modelle an, um die richtigen Proportionen und Schatten zu erhalten. Sie verfolgte damit den damals immer häufiger auftretenden anatomisch strengen Ansatz in der Paläokunst. Für das Aussehen der Tiere ließ sie sich oft von rezenten Tieren inspirieren. Bevor sie eines ihrer Wandgemälde mit ausgestorbenen Wasserlebewesen malte, studierte sie beispielsweise lebende Fische und Wale. In jüngster Zeit wurden mehrere von Kishs Dinosauriern als „geschrumpft“ bewertet, d. h. sie besaßen unrealistisch wenig Weichteilgewebe. Diese Vorgehensweise bei der Rekonstruktion von Dinosauriern war zu Kishs Zeiten keine Seltenheit und findet sich auch in den Werken mehrerer anderer Künstler. Kish achtete sehr auf die Färbung der von ihr dargestellten Tiere und berücksichtigte bei der Entscheidung, wie sie sie malen sollte, ihre ökologischen Rollen und Nischen.
Ein Hypacrosaurus, der 1974 von Kish gemalt wurde, war eine der ersten Lebendrekonstruktionen eines Dinosauriers, die ein komplexes Farbschema enthielt.
1993 wurde Kish zum Member des Order of Canada ernannt.

## Privates
Kish war mit Huguette Vrancken liiert.
Sie starb am 12. Oktober 2014 im Alter von 90 Jahren. Auf ihren eigenen Wunsch hin fand keine Trauerfeier statt.

## Vermächtnis
Kishs Darstellungen prähistorischen Lebens machten sie zu einer weltberühmten Künstlerin. Ihre Wandgemälde schmücken noch heute mehrere Museen. Die meisten ihrer Gemälde werden nicht mehr öffentlich ausgestellt, befinden sich aber noch in Museumssammlungen.